# Eugen Hanetzog
Eugen Friedrich Wilhelm Hanetzog (* 6. August 1860 in Carlsruhe (Oberschlesien); † 11. August 1921 in Berlin) war ein deutscher Historien- und Genremaler sowie Illustrator.

## Leben
Eugen Hanetzog war ein Sohn des Forstrentmeisters Friedrich Hanetzog und dessen Frau Hedwig, geb. Pfeiffer. Ab 1876 war er an der Kunstakademie in Berlin Schüler bei Paul Thumann, Max Michael, Ernst Hildebrand und Anton von Werner. Bereits als Student war er seit 1884 mit seinen Werken auf den Kunstausstellungen der Akademie und ab 1894 auf den Großen Berliner Kunstausstellungen vorwiegend mit Öl- und Gouachebildern vertreten. Als Meisteratelierschüler Anton von Werners und E. Hildebrands wurde ihm von der Akademie der Preis der Adolf-Ginsberg-Stiftung für 1889 in Höhe von 2000 Mark verliehen.
Die Berliner Adressbücher führten ihn ab 1892 als Maler. 1905–1908 betrieb er eine „akademische Malschule“ und ab 1908 ein „Atelier für Kunst- und Kunstgewerbe“, zeitweise auch unter dem Namen Hanetzog & Stephan. Etwa um 1900 gab er Abendkurse an der Unterrichtsanstalt des Kunstgewerbemuseums.
Hanetzog war zunächst als Historien- und Genremaler tätig, belegt etwa durch das 1884 auf der Berliner Akademieausstellung gezeigte Gemälde Iphigenie erkennt ihren Bruder Orestes, das ein Hauptwerk des Künstlers darstellt. Es zeigt eine Episode aus Euripides’ Tragödie Iphigenie bei den Taurern. Hervorzuheben ist auch ein Fresko, das er 1886 für die Familie des Fabrikanten Samuel Fränkel in Neustadt in Oberschlesien fertigte. Die Auffindung des Moses füllt eine komplette Wand im Saal des ersten Stockwerks der Villa, das heute als Kulturzentrum genutzt wird. Hanetzog ist heute vor allem als Buchillustrator bekannt. Der Illustration von Büchern widmete er sich nach 1900 zunehmend, vorwiegend für den von Walther Bloch-Wunschmann (1873–1915) gegründeten Verlag Jugendhort.

## Werke (Auswahl)
Malerei
- Iphigenie erkennt ihren Bruder Orestes. Ölgemälde, 128,5 × 162,5 cm, Berlin 1884[9][11][12]
- Harfenspielerin. Gouache, Berlin 1888[13]
- Zigeunerin. Gouache, Berlin 1888

Fresken
- Die Findung Mosis. (1886, im Hause Fränkel, Neustadt in Oberschlesien)[10][14]
- Das Leben des Kindes. (im Elisabeth-Kinderhospital in der Hasenheide – Berlin)[14][15]

Illustrationen
- Edward Bulwer: Die letzten Tage von Pompeji. (Mit 6 ganzseitigen Textbildern sowie 6 farbigen Bildern von E. Hanetzog). Jugendhort, Berlin 1907. (Projekt Gutenberg).
- Otto Hoffmann: Immer feste druff! Vater und Sohn im Weltkriege 1914/15 – auf Grund wahrer Begebenheiten erzählt. (Mit künstlerisch ausgeführten Schlachtenbildern von E. Hanetzog) Richard Gahl, Berlin (urn:nbn:de:101:1-2015022213561 Online-Ausg. DNB).
- Ottilie Wildermuth: Eine Königin und andere Erzählungen für die Jugend. Jugendhort, Berlin 1908.
- Ottilie Wildermuth: Von Berg zu Tal – Erzählungen für die Jugend. Jugendhort, Berlin 1908.
- Richard Weitbrecht: Götz von Berlichingen. Jugendhort, Berlin 1908.
- Jakob Rothenberg: Prinz Heinrichs Reisen um die Welt. Jugendhort, Berlin 1909.
- Wilhelm Hauff: Lichtenstein. Der deutschen Jugend wiedererzählt von Hanns Hanning. (Mit 3 Chromobildern und zahlreichen Textbildern v. E. Hanetzog.) Richard Gahl, Berlin 1908 (staatsbibliothek-berlin.de).
- Miguel de Cervantes Saavedra: Leben und Taten des scharfsinnigen Edlen Don Quijote von la Mancha. Nach der Übers. von Ludwig Tieck für die Jugend bearb. (Mit Illustr. von E. Hanetzog), Gahl, Berlin 1910.
- Friedrich Hanke (Hrsg.): Narrenstreiche – drei lustige Erzählungen. Jugendhort, Berlin 1908. (Uni Braunschweig).
- Wilhelm Hey: Hundert Fabeln. Nebst einem ernsthaften Anhange. Jugendhort, Berlin 1904 (urn:nbn:de:gbv:084-2024031414277 Uni Braunschweig).
- Karl Becker (Hrsg.): Das Fabelbuch – eine Auswahl der schönsten Fabeln. Jugendhort, Berlin 1904 (urn:nbn:de:gbv:084-2023081814517 Uni Braunschweig).
- James Fenimore Cooper: Lederstrumpf. Jugendhort, Berlin 1904.
- J. H. O. Kern: Unter schwarz-weiß-roter Flagge – ernste und heitere Geschichten aus dem Leben deutscher Seeleute. Verlag Jugendhort, Berlin 1907. (Uni Bielefeld).